# François Sébastien de Croix de Clerfayt
François Sébastien Charles Joseph de Croix, Clerfayt és Carbonne grófja (Bruille kstély, Hainaut-i grófság, Osztrák-Németalföld, 1733. október 14. – Bécs, 1798. július 21.), németalföldi vallon származású főnemes, katonatiszt, német-római császári tábornagy, a Habsburg Birodalom szolgálatában. A francia forradalom elleni háborúk egyik legsikeresebb hadvezére. Családneve Clerfait, Clairfait, Clerfayt formában is elfordul.
Jellemzően használt névformája francia iratokban François Sébastien de Croix, comte  de Clerfayt et de Carbonne, német nyelvű dokumentumokban Charles Joseph de Croix Graf von Clerfait und von Carbonne.

## Élete

### Az európai birodalmi háborúkban
Húszéves korában állt katonának. Fiatal tisztként vitézül harcolt a hétéves háború (1756-1763) több ütközetében, így az 1757. május 6-i prágai, az 1758. október 14-i hochkirchi és az 1760. augusztus 15-i liegnitzi csatában. Több kitüntetést szerzett. 1763-ban, a hubertusburgi békeszerződés megkötésekor, 30 éves korában már ezredesi rangot viselt. A bajor örökösödési háborúban (1778–1779) megkapta a Katonai Mária Terézia-rendet. 1779-ben vezérőrnaggyá lépett elő.
1787–88-ban Dél-Németalföld tartományaiban zavargások törtek ki, amelyekből kinőtt a brabanti forradalom néven ismert függetlenségi mozgalom. Clerfayt tábornok erős politikai nyomás alá került. Patrióta belga politikusok folyamatosan igyekeztek rábírni őt a mozgalmukhoz való csatlakozásra, hivatkozva vallon származására. Felkínálták neki a belga önkéntes csapatok főparancsnokságát. Clerfayt gróf azonban hű maradt II. József császárhoz és visszautasította a belga forradalmárokat.

### A balkáni fronton
Az 1787–1792-es orosz-osztrák–török háború idején 1788–1789 között altábornagyi rangban vett részt. Csapataival először a Bánátban állomásozott, biztosítva a szlavóniai katonai határőrvidéket, majd a megindult mozgó hadműveletek során az osztrák főerő balszárnyát vezényelte. Lacy tábornagy hadvezetési hibái miatt már 1788-ban fontos török győzelmek születtek, a háború vesztésre fordult. Clerfayt önálló hadtestparancsnoki megbízást kapott, és 1788. július 27-én az első calafati csatában győzelmet aratott Nicolae Mavrogheni havasalföldi fejedelem csapata fölött. A császár 1788. november 10-én táborszernaggyá léptette elő.
1789 augusztusában Laudon tábornagy vette át a balkáni osztrák haderő parancsnokságát az idős és beteg Hadik Andrástól. 1789-ben Laudon hadvezéreként Clerfayt Mehádiánál és Zupáneknél győzelmeket ért el, és kiszorította a törököket a Bánátból. Dicsőséget szerzett Belgrád ostrománál és bevételénél. Kimagasló parancsnoki ténykedéséért 1789 október 9-én megkapta a Katonai Mária Terézia-rend parancsnoki keresztjét. 1790. július 27-én csapatai ismét elfoglalták Kalafat városát. Az elvesztett háború utolsó osztrák győzelméért Clerfayt 1790. november 10-én megkapta a Mária Terézia-rend nagykeresztjét is.

### A francia forradalom elleni első háborúk

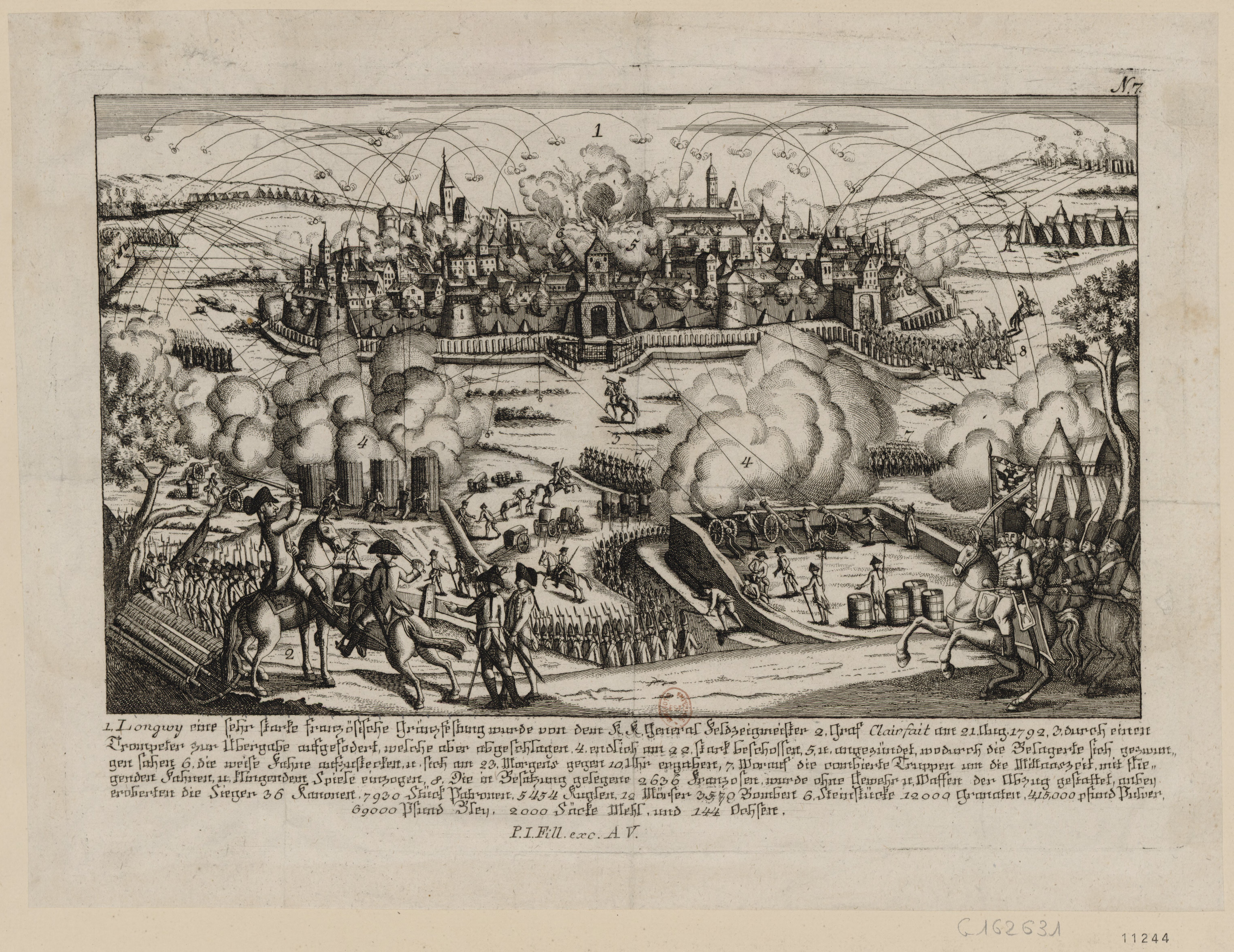
Longwy ostroma, 1792

1792 nyarán, az első koalíciós háború kezdetén Clerfayt tábornokot kinevezték a Károly Vilmos braunschweigi (brunszviki) herceg porosz hadserege mellé beosztott osztrák hadtest parancsnokává. Clerfayt Namur felől érkezett, 11 000 főnyi serege csatlakozott Károly Vilmos herceg hadseregéhez. 1792. június 11-én Clerfayt, együttműködve Beaulieu tábornokkal La Glisuelle falu mellett (ma La Grisoëlle néven Marieux község része, Nord megyében) megtámadta és szétverte Jean-Baptiste Gouvion francia dandártábornok csapatár, a harcban maga Gouvion is elesett. Az ezt követő hadjáratban az egyesült porosz-osztrák haderő kiűzte a francia forradalmi hadsereget Osztrák-Németalföldről. Megostromolták Longwy erődjét, amely rövid tüzérségi bombázás után augusztus 23-án kapitulált. Szeptember 2-án megadta magát Verdun erődje is. Clerfayt csapatai szeptember 1-jén elfoglalták a stratégiailag fontos Stenay körzetét. A Párizs ellen vonuló porosz-Habsburg koalíciós seregek szeptember 20-án a valmy-i csatában az francia erők váratlanul erős ellenállásába ütköztek. Clerfayt hadteste fedezte a porosz hadsereg visszavonulását Koblenz felé.
Rögtön ezután parancsot kapott Albert Kázmér szász–tescheni hercegtől, Osztrák-Németalföld császári helytartójától, hogy sürgősen vonuljon a védtelenné vált Németalföldre, az újabb francia offenzívát elhárítani. Október 7-én Clerfayt Verdun térségében álló csapataival útnak indult, és erőltetett menetben vonult észak felé. Az első menetoszlopok október 31-én értek Monsba, végsőkig kimerült katonákkal. November 6-án Clerfayt hadteste is részt vett a jemappes-i csatában. Az osztrák vereség után Albert Kázmér szász–tescheni herceg átadta a rajnai császári erők főparancsnokságát, aki mindaddig folytatta a lassú visszavonulást, amíg hírt nem kapott, hogy Beaulieu altábornagy serege Luxemburg közelében egyesült Friedrich Ludwig zu Hohenlohe-Ingelfingen porosz herceg-tábornok seregével. 1792 december végére Clerfayt az Erft folyó mögé, Köln térségébe vonta vissza csapatait téli szállásra.
Az 1793-as hadjárat megindításkor a Roer folyónál gyülekező, 40 000 fős osztrák rajnai főerő parancsnokságát a bécsi Haditanács általános  meglepetésre nem Clerfayt táborszernagyra, hanem Frigyes Józsiás szász-coburg-saalfeldi hercegre ruházta. Clerfayt egy 11 zászlóaljból és 14 lovas századból álló önálló hadtest parancsnokságát kapta meg, és a főerő kötelékében vonult Németalföldre, Dumouriez francia tábornok inváziós serege ellen.
1793. március 1-én Clerfayt táborszernagy Aldenhovennél megtámadta a franciákat, és Maastricht ostromának abbahagyására kényszerítette őket. Március 18-án a győzelmes neerwindeni csatában az osztrák tartalék hadtestet vezette. Augusztus 7-én, az ún „Caesar táboráért” folyó csatában (Cambrai-tól északnyugatra,Marquion község mellett) Clerfayt hadteste elűzte a harcmezőről Kilmaine francia szolgálatban álló ír tábornokot, akit kudarcáért hadbíróság elé állítottak, és csak nehezen kerülte el a guillotine-t. Augusztus 28 – szeptember 13 között Clerfayt hadteste ostrom alá fogta és sikeresen bevette a Valenciennes-től délnyugatra fekvő Le Quesnoy erődjét. Október 15–16-án a Jean-Baptiste Jourdan tábornok ellen vívott wattignies-i csatában Clerfayt 9200 főnyi megfigyelő hadtestét Berlaimont térségében állították fel, ő képezte az osztrák centrumot. Hadteste visszavetette az ellene támadó francia oszlopokat, de éjszaka Jourdan észrevétlenül átcsoportosította erőit és másnap túlerővel indított támadást Clerfayt balszárnya ellen. Clerfayt visszavonulást rendelt el, a csata elveszett.
1794-ben Flandriában Clerfayt vezényelte az osztrák főerő jobbszárnyát. Több francia betörést visszavert. Nyugat-Flandriában azonban alulmaradt Jean-Charles Pichegru tábornokkal szemben. Május 14-én a kortrijki csatában Pichegru vereséget mért rá, Clerfayt-nak komoly emberveszteség árán vissza kellett vonulnia. Június 26-án a fleurusi csatában Frigyes Józsiás szász-coburg-saalfeldi herceg, főparancsnok súlyos vereséget szenvedett Jordan tábornok csapataitól, az osztrákoknak fel kellett adniuk Németalföldet. Coburg hercegét leváltották a főparancsnokságról, helyére Clerfayt táborszernagyot helyezték, aki rendezetten visszavonta a hadsereget a Rajna mögé, Köln térségébe (október 2).

### A rajnai császári hadsereg főparancsnoka
1795. április 22-én Clerfayt táborszernagyot tábornaggyá léptették elő, és az Aranygyapjas rend lovagjai közé fogadták. Megkapta a vezénylő birodalmi főtábornoki (Reichsfeldzeugmeister) méltóságot kapott, ezzel ő lett az alsó- és közép-rajnai fronton álló összes osztrák és német-római birodalmi sereg, összesen mintegy 92 000 katona főparancsnoka. Az ő alárendeltségébe került Wurmser tábornok felső-rajnai hadserege, a délnémet rendek csapataival együtt.
1795 őszén a francia Sambre-Maas-i hadsereg betört német területre. Jourdan tábornok szeptember 7-én Düsseldorfnál és Derdingennél átkelt a Rajnán, figyelmen kívül hagyva a porosz demarkációs vonalat. Szeptember 21-én elfoglalta a Kurpfalzhoz tartozó Düsseldorfot. Szeptember 19-én Pichegru tábornok Rajna-Mosel-hadserege Mannheimnél kelt át a Rajnán.
Clerfayt először Jourdan hadserege ellen fordult. Október 10-én Höchst am Main mellett megtámadták és visszavetették a Rajna mögé. Utána sietve Mainz felé vonultak, amelyet 70 000 francia katona zárt ostromgyűrűbe. Clerfayt és Wurmser seregei visszafoglalták a Mainzot övező, stratégiai fontosságú védvonalakat és sáncokat. Október 29-én szétpattintották a mainzi ostromgyűrűt, és tovább űzték a visszavonuló a franciákat nyugat felé. Ingelheimen keresztül Bingenig és Oppenheimen át Alzey-ig szorították vissza őket. Clerfayt azonban úgy ítélte, hogy serege nincs felkészülve egy folytatódó téli hadjárathoz. 1795. december 21-én fegyverszünetet kötött a franciákkal, majd 1796 januárjában visszautazott Bécsbe.
1796. január 5-én Frankfurt am Mainba érkezett. Clerfayt őszi győzelmei a várost megóvták a francia megszállástól, ezért tiszteletére január 7-én díszünnepséget rendeztek a Városi Színházban. A szenátus Frankfurt város díszpolgárává avatta a tábornagyot, a kitüntető címet Adolph Carl von Humbracht főpolgármester nyújtotta át. A döntésért II. Ferenc császár a szenátásnak „legmagasabb uralkodói tetszését” fejezte ki. Clerfayt volt a második személy, akit érdemesnek tartottak a címre, az első díszpolgárságot egy évvel korábban Friedrich Ludwig zu Hohenlohe-Ingelfingen porosz herceg kapta meg, akinek csapatai az 1795-ös bázeli békeszerződés után biztosították a város környékét.

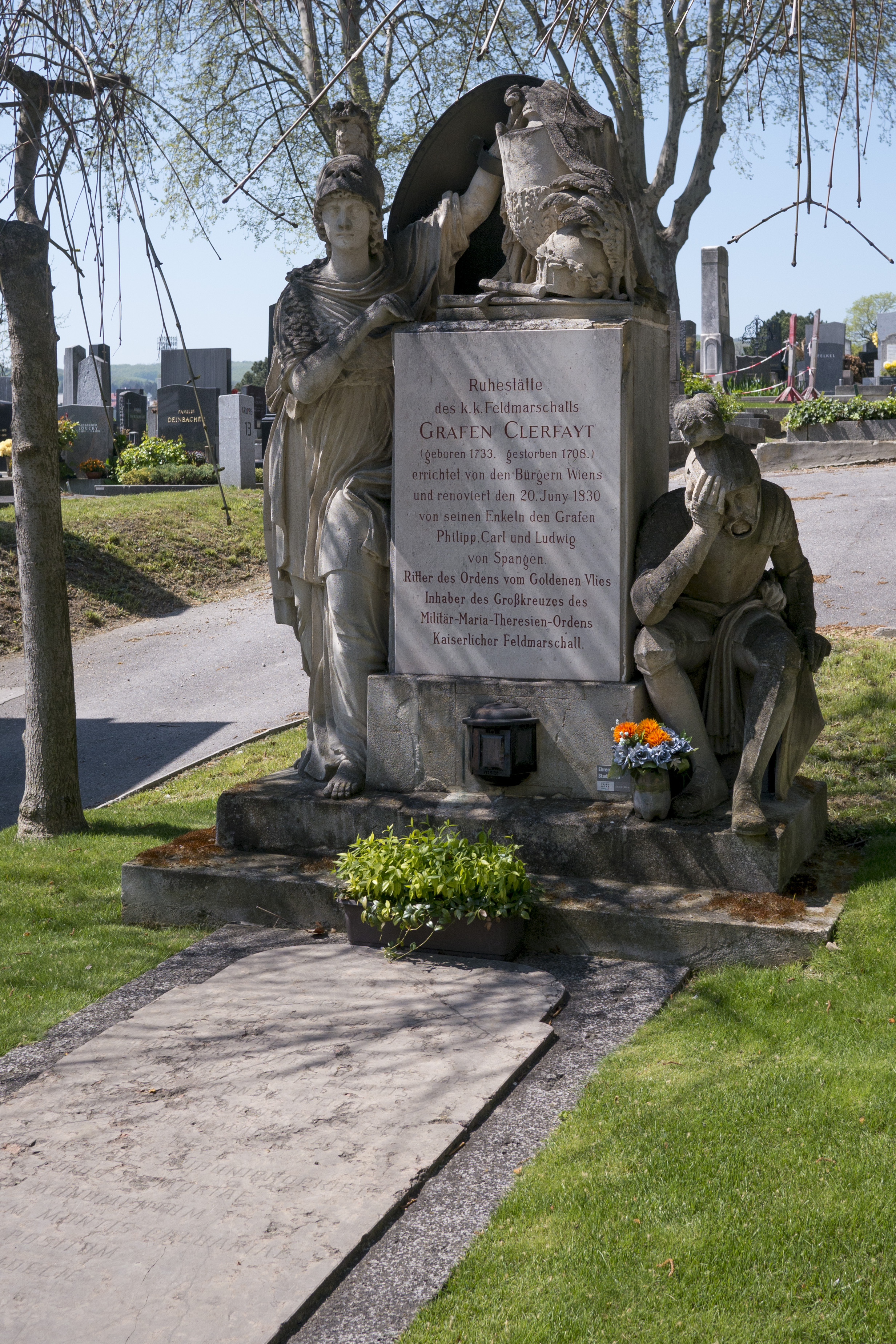
Síremléke a hernalsi temetőben

### Utolsó évei
A franciákkal kötött fegyverszüneti szerződés miatt Clerfayt Bécsben nézeteltérésbe keveredett Johann Amadeus Franz von Thugut külügyminiszterrel, aki a szemére vetette, hogy főparancsnokként kevés akciót kezdeményezett a franciák ellen. Tábornoktársa és beosztottja, Wurmser is ellene intrikált, így az 1796-os hadjáratra nem Clerfayt, hanem Wurmser kapta meg a főparancsnoki megbízatást. Clerfayt tábornagy a bécsi Udvari Haditanács tagja lett. Terveinek megvalósítására azonban kevés ideje maradt. 1798. július 21-én elhunyt. Köztiszteletben álló személyiség volt, Bécs város tanácsa díszsírhelyet adományozott neki a bécs-hernalsi temetőben (OK parcella, 1. sorszám).

## Emlékezete
Ferenc József császár 1863. február 28-án kiadott határozatában Clerfayt gróf-tábornagyot „Ausztria leghíresebb és példaképként örökké követésre méltó hadvezéreinek” sorába emelte. Tiszteletére és emlékezetére 1867-ben az akkor újonnan épült bécsi Császári-királyi Udvari Hadimúzeumban (a mai Hadtörténeti Múzeumban), a Hadvezérek csarnokában felállították életnagyságú szobrát, melyet Thomas Seidan osztrák szobrász (1830–1890) készített carrarai márványból. A szobrot maga Ferenc József császár avatta fel.
1894-ben Bécs 17. kerületében, Hernalsban utcát neveztek el róla (Clerfaytgasse). 1908-ban Clerfayt tábornagyot a k. u. k. 9. számú galíciai gyalogezred örökös tulajdonosává nevezték ki.